# Dewi Sandra
Dewi Sandra Killick (ur. 3 kwietnia 1980 w Brazylii) – indonezyjska aktorka, prezenterka i piosenkarka.

## Dyskografia

### Albumy
| Rok  | Nazwa albumu   |
| ---- | -------------- |
| 1998 | Kurasakan      |
| 2000 | Tak Ingin Lagi |
| 2004 | Ku Akui        |
| 2007 | Star           |
| 2009 | Wanita         |